# Elsaß-Lothringische A 11
Die A 11 war eine Personenzuglokomotive der Reichseisenbahnen in Elsaß-Lothringen. Die Maschinen liefen ab 1906 unter der Bezeichnung P 3.

## Beschreibung
Das Fahrzeug besaß ein Zwillingstriebwerk mit einfacher Dampfdehnung, eine Allansteuerung und ein Frischdampfrohr zwischen Regler und Zylinder. Letzteres war eine Eigenart dieser Maschine von Grafenstaden. Die Lokomotiven erhielt einen Schlepptender der Bauart 3 T 15.